# أوراق الورد
أوراق الورد هو مسلسل مصري صدر سنة 1979 بطولة وردة الجزائرية وعمر الحريري
.

## القصة
تدور القصة حول زوجين إنفصلا عن بعضهما البعض ولديهما طفل واحد فيشرعان إلى المحكمة لكي يأخذان القرار من سوف يأخذ الطفل فيأتي القرار بأن يأخذ الطفل كلا منهما لمدة أسبوع.

## بطولة
وردة الجزائرية
عمر الحريري